# Liste der Abkürzungen antiker Autoren und Werktitel/C
| Abk. Autor               | Autor | Autor | Edition |
|                          | Abk. Werk | Werktitel | Deutscher Titel |
| ------------------------ | --- | --- | --- |
| CAD                      | The Assyrian Dictionary of the Oriental Institute of the University of Chicago                                                        | The Assyrian Dictionary of the Oriental Institute of the University of Chicago                                                        | Ignace Gelb (Chicago 1956–2010)                                                                                          |
| Caecil.                  | Caecilius Statius | Caecilius Statius | |
|                          | com. | comoediae | Komödien |
| Cael. Aur.               | Caelius Aurelianus | Caelius Aurelianus | |
|                          | acut. | celeres passiones | Über akute Krankheiten                                                                                                   |
|                          | chron. | tardae passiones | Über chronische Krankheiten                                                                                              |
|                          | gyn. | gynaecia | Über Gynäkologie |
|                          | med. | medicinales responsiones | Medizinische Fragen und Antworten                                                                                        |
| Caes.                    | Caesar siehe auch Ps. Caes. | Caesar siehe auch Ps. Caes. | |
|                          | civ. (B. C.) | de bello civili | Über den Bürgerkrieg |
|                          | Gall. (B. G.) | de bello Gallico | Über den gallischen Krieg                                                                                                |
| Caes. Arel.              | Caesarius von Arelate siehe auch Ps.-Caes. Arel.                                                                                      | Caesarius von Arelate siehe auch Ps.-Caes. Arel.                                                                                      | |
|                          | brev. | breviarium adversus haereticos | |
|                          | ep. ad Ruric. | epistula ad Ruricium episcopum | Brief an Bischof Ruricius von Limoges                                                                                    |
|                          | ep. ad virg. | epistulae ad virgines | |
|                          | ep. de hum. | epistula de humilitate ad monachos | |
|                          | grat. | sententia de gratia | |
|                          | in apoc. | in Iohannis apocalypsim expositio | |
|                          | reg. mon. | regula monachorum | |
|                          | reg. vig. | regula virginum | |
|                          | serm. | sermones | Predigten |
|                          | testam. | testamentum | |
|                          | trin. | de mysterio sanctae trinitatis | |
| Caesar.                  | Caesarius von Arelate siehe Caes. Arel.                                                                                               | Caesarius von Arelate siehe Caes. Arel.                                                                                               | |
| Call.                    | Callimachus siehe Kall. | Callimachus siehe Kall. | |
| Calp.                    | Calpurnius Siculus | Calpurnius Siculus | |
|                          | ecl. | eclogae | Hirtengedichte |
| Can. apost.              | Canones apostolici | Canones apostolici | Funk: Didascalia et Constitutiones apostolorum (1905); Lauchert: Kanones der wichtigsten altkirchlichen Konzilien (1896) |
| Can. Hipp.               | Canones Hippolyti | Canones Hippolyti | Riedel: Die Kirchenrechtsquellen des Patriarchats Alexandrien (Leipzig 1900)                                             |
| Cand.                    | Candidus Arianus | Candidus Arianus | |
|                          | gen. div. | de generatione verbi divini | |
|                          | epist. | epistula ad marium victorinum | Brief an Marius Victorinus                                                                                               |
|                          | Cant. cant. | Hohes Lied (Canticum canticorum) | |
| Capreol.                 | Capreolus von Karthago | Capreolus von Karthago | |
|                          | ep. | epistula altera ad Vitalem ad Tonantium                                                                                               | |
| Carm. de fig.            | Carmen de figuris vel schematibus | Carmen de figuris vel schematibus | |
| Cass. Dio                | Cassius Dio | Cassius Dio | |
|                          | | Historia Romana ‘Ῥωμαϊκὴ ἱστορία (Rhomaikḗ historía)                                                                                  | Römische Geschichte |
| Cassian.                 | Johannes Cassianus | Johannes Cassianus | |
|                          | conl. | conlationes patrum | |
|                          | inst. | de institutis coenobiorum | |
| Cassiod.                 | Cassiodor siehe auch Ps.-Cassiod. | Cassiodor siehe auch Ps.-Cassiod. | PL bzw. Mommsen: MGH / Auctores Antiquissimi                                                                             |
| Cassiod.                 | Flavius Magnus Aurelius Cassiodorus                                                                                                   | Flavius Magnus Aurelius Cassiodorus                                                                                                   | |
|                          | an. | de anima | |
|                          | anecd. Hold. | anecdoton Holderi | |
|                          | art. | de artibus ac disciplinae liberalium                                                                                                  | |
|                          | chron. | chronica | |
|                          | Clem. Alex. adumbr. | Clementis Alexandrini adumbrationes in epistulas canonicas                                                                            | |
|                          | compl. in apoc. | complexiones in epistolis apostolorum et actibus apostolorum et apocalypsi                                                            | |
|                          | gramm. | de orthographia et de arte grammatica                                                                                                 | |
|                          | hist. | historia ecclesiastica tripartita | |
|                          | in Ps. | expositio psalmorum | |
|                          | inst. | institutiones divinarum et saecularium litterarum                                                                                     | |
|                          | inst. 1 | institutiones divinarum litterarum | |
|                          | inst. 2 | institutiones saecularium litterarum                                                                                                  | |
|                          | Ios. antiq. | Flavii Iosephi antiquitates Iudaicae curis Cassiodori e graeco versae                                                                 | |
|                          | Ios. c. Ap. | Flavii Iosephi de Iudaeorum vetustate opus curis Cassiodori e graeco versum                                                           | |
|                          | or. frg. | orationum reliquiae | |
|                          | ordo | ordo generis Cassiodorum | Stammbaum Cassiodors |
|                          | orth. | de orthographia | |
|                          | prol. bibl. | prologus Cassiodori ad librorum biblicorum codicem grandiorem                                                                         | |
|                          | var. | variae (epistulae) | |
| CAT                      | Classical Attic Tombstones | Classical Attic Tombstones | Christoph W. Clairmont (Kilchberg 1993)                                                                                  |
| Cat.                     | Katene (Catena) | Katene (Catena) | |
| Cat.                     | Catullus siehe Catull. | Catullus siehe Catull. | |
| Catal. cod. astr. graec. | Catalogus Codicum Astrologorum Graecorum                                                                                              | Catalogus Codicum Astrologorum Graecorum                                                                                              | (12 Bde., Brüssel 1898–1936)                                                                                             |
| Cato                     | Marcus Porcius Cato der Ältere | Marcus Porcius Cato der Ältere | |
|                          | agr. | de agri cultura | Über den Landbau |
|                          | dict. | dicta | |
|                          | dist. | disticha | |
|                          | frg. | fragmenta | Fragmente (der Reden) |
|                          | or. | orationes | |
|                          | orig. | origines | Ursprünge Roms |
| Catull.                  | Catull | Catull | |
|                          | | carmina | Gedichte |
| Caverna thes.            | Schatzhöhle (Caverna thesaurorum) | Schatzhöhle (Caverna thesaurorum) | |
| CB                       | Attic Vase Paintings in the Museum of Fine Arts, Boston                                                                               | Attic Vase Paintings in the Museum of Fine Arts, Boston                                                                               | Lacey D. Caskey, John D. Beazley (Oxford 1931–1963)                                                                      |
| CCAG                     | Catalogus Codicum Astrologorum Graecorum                                                                                              | Catalogus Codicum Astrologorum Graecorum                                                                                              | (12 Bde., Brüssel 1898–1936)                                                                                             |
| CD                       | Damaskusschrift | Damaskusschrift | |
| Cedren.                  | Georgios Kedrenos (Cedrenus) | Georgios Kedrenos (Cedrenus) | |
| Cels.                    | Aulus Cornelius Celsus siehe auch Ps.-Cels.                                                                                           | Aulus Cornelius Celsus siehe auch Ps.-Cels.                                                                                           | |
|                          | | de medicina | |
|                          | artes | artes | |
| Cels.                    | Publius Iuventius Celsus | Publius Iuventius Celsus | |
|                          | Dig. | Digesta | |
| Cens.                    | Censorinus siehe auch Ps.-Cens. | Censorinus siehe auch Ps.-Cens. | |
|                          | | de die natali | |
| Cert. Hom. Hes.          | Certamen Homeri et Hesiodi | Certamen Homeri et Hesiodi | |
| Chag                     | Talmudtraktat Chagiga | Talmudtraktat Chagiga | |
| Chal                     | Talmudtraktat Challa | Talmudtraktat Challa | |
| Chalc.                   | Calcidius | Calcidius | |
|                          | comm. | commentarius in Platonis Timaeum | Kommentar zu Platons Timaios                                                                                             |
|                          | trans. | translatio Platonis Timaei | Übersetzung von Platons Timaios                                                                                          |
| Char. (Charis.)          | Flavius Sosipater Charisius | Flavius Sosipater Charisius | |
|                          | | ars grammatica | |
| Chares trag.             | Chares Tragicus | Chares Tragicus | |
| Chr. min.                | Chronica minora saec. IV, V, VI, VII.                                                                                                 | Chronica minora saec. IV, V, VI, VII.                                                                                                 | Theodor Mommsen (Berlin 1892–1898)                                                                                       |
| Chr. Pasch.              | Chronicon Paschale | Chronicon Paschale | |
| Chron.                   | Chronik | Chronik | |
| Chron 1,2                | 1., 2. Buch der Chronik | 1., 2. Buch der Chronik | |
| Chron. min.              | Chronica minora saec. IV, V, VI, VII.                                                                                                 | Chronica minora saec. IV, V, VI, VII.                                                                                                 | Theodor Mommsen (Berlin 1892–1898)                                                                                       |
| Chrys.                   | Johannes Chrysostomos siehe Joh. Chrys.                                                                                               | Johannes Chrysostomos siehe Joh. Chrys.                                                                                               | Bernard de Montfaucon; PG                                                                                                |
| Chrysipp.                | Chrysippos von Soli | Chrysippos von Soli | |
| Chrysol.                 | Petrus Chrysologus | Petrus Chrysologus | PL |
| Chul                     | Talmudtraktat Chullin | Talmudtraktat Chullin | |
| CIA                      | Corpus Inscriptionum Atticarum | Corpus Inscriptionum Atticarum | Adolf Kirchhoff et al. (Berlin 1873–1897)                                                                                |
| Cic.                     | Cicero | Cicero | |
|                          | ac. 1 | Academicorum posteriorum liber 1 | Über die Erkenntnislehre der Akademiker (spätere Fassung)                                                                |
|                          | ac. 2 | Lucullus sive Academicorum priorum liber 2                                                                                            | Über die Erkenntnislehre der Akademiker (frühere Fassung)                                                                |
|                          | ad Brut. | epistulae ad Brutum | Briefwechsel mit Marcus Iunius Brutus                                                                                    |
|                          | Arat. | Aratea | |
|                          | Arch. | pro Archia poeta | Für den Dichter Archias                                                                                                  |
|                          | Att. | epistulae ad Atticum | Briefwechsel mit Titus Pomponius Atticus                                                                                 |
|                          | Balb. | pro L. Balbo | Für Lucius Cornelius Balbus                                                                                              |
|                          | Brut. | Brutus | |
|                          | Caecin. | pro A. Caecina | Für Aulus Caecina |
|                          | Cael. | pro M. Caelio | Für Marcus Caelius |
|                          | carm. | carmina | Gedichte |
|                          | Catil. | in Catilinam | Reden gegen Catilina |
|                          | Cato | Cato maior de senectute | Cato der Ältere über das Alter                                                                                           |
|                          | Cluent. | pro A. Cluentio | Für Aulus Cluentius Habitus                                                                                              |
|                          | de orat. | de oratore | Über den Redner |
|                          | Deiot. | pro rege Deiotaro | Für König Deiotarus |
|                          | div. | de divinatione | Über die Weissagung |
|                          | div. in Caec. | divinatio in Q. Caecilium | Vorverfahrens-Rede gegen Quintus Caecilius                                                                               |
|                          | dom. | de domo sua | Über sein eigenes Haus, an das Pontifikalkollegium                                                                       |
|                          | facet. dict. | facete dicta | |
|                          | fam. | epistulae ad familiares | Briefe an seine Freunde                                                                                                  |
|                          | fat. | de fato | Über das Schicksal |
|                          | fin. | de finibus bonorum et malorum | Über das höchste Gut und das größte Übel                                                                                 |
|                          | Flacc. | pro L. Valerio Flacco | Für Lucius Valerius Flaccus                                                                                              |
|                          | Font. | pro M. Fonteio | Für Marcus Fonteius |
|                          | har. resp. | de haruspicum responso | Über das Gutachten der Opferschauer                                                                                      |
|                          | imp. Cn. Pomp. | de imperio Cn. Pompei | Über den Oberbefehl des Gnaeus Pompeius                                                                                  |
|                          | inv. | de inventione | Über die Auffindung |
|                          | Lael. | Laelius de amicitia | Laelius über die Freundschaft                                                                                            |
|                          | leg. | de legibus | Über die Gesetze |
|                          | leg. agr. | de lege agraria (contra Rullum) | Über das Siedlergesetz (Gegen Rullus)                                                                                    |
|                          | Lig. | pro Q. Ligario | Für Quintus Ligarius |
|                          | Manil. | pro lege Manilia | Über das Gesetz des C. Manilius                                                                                          |
|                          | Marcell. | pro M. Marcello | Für Marcus Marcellus |
|                          | Mil. | pro T. Annio Milone | Für Titus Annius Milo |
|                          | Mur. | pro L. Murena | Für Murena |
|                          | nat. | de natura deorum | Vom Wesen der Götter |
|                          | off. | de officiis | Vom rechten Handeln |
|                          | opt. gen. | de optimo genere oratorum | Über die beste Art von Rednern                                                                                           |
|                          | orat. | orator | Der Redner |
|                          | p.red.ad Quir. | oratio post reditum ad Quirites | Danksagung an das Volk                                                                                                   |
|                          | p.red.in sen. | oratio post reditum in senatu | Danksagung an den Senat                                                                                                  |
|                          | parad. | paradoxa Stoicorum | Begründung paradoxer ethische Lehrsätze aus der Schule der Stoiker                                                       |
|                          | part. | partitiones oratoriae | Einteilungen der Redekunst                                                                                               |
|                          | Phil. | in M. Antonium orationes Philippicae                                                                                                  | Philippische Reden |
|                          | phil. frg. (philo.) | librorum philosophicorum fragmenta | |
|                          | Pis. | in L. Pisonem | |
|                          | Planc. | pro Cn. Plancio | |
|                          | progn. | prognostica | |
|                          | prov. | de provinciis consularibus | Über die konsularischen Provinzen                                                                                        |
|                          | Q. fr. | epistulae ad Quintum fratrem | Briefe an seinen Bruder Quintus                                                                                          |
|                          | Q. Rosc. | pro Q. Roscio comoedo | Für den Schauspieler Quintus Roscius                                                                                     |
|                          | Quinct. | pro P. Quinctio | Für Publius Quinctius |
|                          | Rab. perd. | pro C. Rabirio perduellionis reo | Für den des Hochverrats angeklagten Gaius Rabirius                                                                       |
|                          | Rab. Post. | pro C. Rabirio Postumo | Für Gaius Rabirius Postumus                                                                                              |
|                          | rep. | de re publica | Über den Staat |
|                          | S. Rosc. | pro Sex. Roscio Amerino | Für Sextus Roscius aus Ameria                                                                                            |
|                          | Scaur. | pro M. Aemilio Scauro | Für Aemilius Scaurus |
|                          | Sest. | pro P. Sestio | Für Publius Sestius |
|                          | Sull. | pro P. Sulla | Für Publius Cornelius Sulla                                                                                              |
|                          | Tim. | Timaeus | |
|                          | top. | topica | Beweislehre |
|                          | Tull. | pro M.Tullio | Für Marcus Tullius |
|                          | Tusc. | Tusculanae disputationes | Gespräche in Tusculum |
|                          | Vatin. | in P. Vatinium testem interrogatio | Gegen Publius Vatinius                                                                                                   |
|                          | Verr. 1,2 | in Verrem actio prima, secunda | Erste/zweite Anklagerede gegen Verres                                                                                    |
| CIE                      | Corpus Inscriptionum Etruscarum | Corpus Inscriptionum Etruscarum | Carl Pauli et al. (Rom 1964ff., Nachdruck von Leipzig 1893–1936)                                                         |
| CIG                      | Corpus Inscriptionum Graecarum | Corpus Inscriptionum Graecarum | August Boeckh et al. (Berlin 1828–1877)                                                                                  |
| CIH                      | Corpus Inscriptionum Semiticarum Teil 4: Inscriptiones Himyariticas                                                                   | Corpus Inscriptionum Semiticarum Teil 4: Inscriptiones Himyariticas                                                                   | |
| CIJ (CIJud)              | Corpus Inscriptionum Judaicarum | Corpus Inscriptionum Judaicarum | Jean Baptiste Frey (New York 1975)                                                                                       |
| CIL                      | Corpus Inscriptionum Latinarum | Corpus Inscriptionum Latinarum | Theodor Mommsen et al. (Berlin 1863–1936)                                                                                |
| CIMRM                    | Corpus Inscriptionum et Monumentorum Religionis Mithriacae                                                                            | Corpus Inscriptionum et Monumentorum Religionis Mithriacae                                                                            | |
| Cinna                    | Gaius Helvius Cinna | Gaius Helvius Cinna | |
|                          | carm. | carmina | Gedichte |
| CIS (CISem)              | Corpus Inscriptionum Semiticarum | Corpus Inscriptionum Semiticarum | Ernest Renan (Paris 1881–1962)                                                                                           |
| Claud.                   | Claudius Claudianus | Claudius Claudianus | |
|                          | 3 cons. Hon. | Panegyricus dictus Honorio Augusto tertium consuli                                                                                    | Panegyrikus auf das 3. Konsulat des Honorius                                                                             |
|                          | 4 cons. Hon. | Panegyricus dictus Honorio Augusto quartum consuli                                                                                    | Panegyrikus auf das 4. Konsulat des Honorius                                                                             |
|                          | 6 cons. Hon. | Panegyricus dictus Honorio Augusto sextum consuli                                                                                     | Panegyrikus auf das 6. Konsulat des Honorius                                                                             |
|                          | carm. | carminum maiorum series | |
|                          | carm. min. | carminum minorum series | |
|                          | epigr. | epigrammata Επιγράµµατα | Epigramme |
|                          | epithal. Hon. | epithalamium dictum Honorio Augusto et Mariae                                                                                         | Epithalamium für Honorius und Maria, Tochter des Stilicho                                                                |
|                          | Eutrop. | in Eutropium | Schmähschrift auf Eutropios                                                                                              |
|                          | fescenn. bzw. nupt. Hon. et Mar. | Fescennina in nuptias Honorii Augusti et Mariae                                                                                       | Fescenninische Verse zur Hochzeit von Honorius und Maria                                                                 |
|                          | Get. | bellum Geticum | Krieg gegen die Geten |
|                          | Gig. | Gigantomachia Γιγαντοµαχία | Gigantomachie |
|                          | Gild. | in Gildonem | Über den Krieg gegen Gildo                                                                                               |
|                          | Mall. Theod. | Panegyricus dictus Mallio Theodoro consuli                                                                                            | Panegyrikus auf das Konsulat des Flavius Mallius Theodorus                                                               |
|                          | rapt. Pros. | de raptu Proserpinae | Der Raub der Proserpina                                                                                                  |
|                          | Prob. Olybr. | Panegyricus dictus Olybrio et Probino consulibus                                                                                      | Panegyrikus auf das Konsulat des Olybrius und des Probinus                                                               |
|                          | Rufin. | in Rufinum | Schmähschrift auf Rufinus                                                                                                |
|                          | Stil. | de consulatu Stilichonis | Über das Konsulat Stilichos                                                                                              |
| Claud. Don.              | Tiberius Claudius Donatus | Tiberius Claudius Donatus | |
|                          | Aen. | interpretationes Vergilianae | Kommentar zur Aeneis |
| Claud. Mam.              | Claudianus Mamertus | Claudianus Mamertus | |
|                          | anim. | de statu animae | Über das Wesen der Seele                                                                                                 |
| CLE                      | Carmina Latina Epigraphica (2. Teil der Anthologia Latina)                                                                            | Carmina Latina Epigraphica (2. Teil der Anthologia Latina)                                                                            | F. Buecheler (Leipzig 1895)                                                                                              |
| Clem.                    | Clemens von Rom | Clemens von Rom | |
|                          | 1. Clem. | | Erster Clemensbrief |
|                          | 2. Clem. | | Zweiter Clemensbrief |
|                          | epist. | Briefe (Pseudo-clementinische Schriften)                                                                                              | |
|                          | hom. | homiliae | Predigten (bezieht sich auf 1. und 2. Clemensbrief)                                                                      |
| Clem. Al.                | Clemens von Alexandria | Clemens von Alexandria | |
|                          | exc. ex. theod. | excerpta ex Theodoto Ἐκ τῶν Θεοδότου ἐπιτοµαί (Ek tôn Theodótou epitomaí)                                                             | Auszüge aus Theodotos |
|                          | paid. | Paedagogus Παιδαγωγός (Paidagōgós) | Der Erzieher |
|                          | protr. | protrepticus ad Graecos Προτρεπτικὸς πρὸς Ἕλληνας (Protreptikós pròs Héllēnas)                                                        | Mahnrede an die Griechen                                                                                                 |
|                          | q.v.s. (Sozom. plous.) | quis vive salvatur Τίς ὁ σωζόµενος πλούσιος (Tís ho sōzómenos ploúsios)                                                               | Welcher Reiche wird gerettet werden?                                                                                     |
|                          | strom. | stromata Στρωµατεῖς (Strōmateîs) | Teppiche |
| Cloat. Ver.              | Cloatius Verus | Cloatius Verus | |
| CMG                      | Corpus Medicorum Graecorum | Corpus Medicorum Graecorum | (Berlin 1927 ff) |
| CML                      | Corpus Medicorum Latinorum | Corpus Medicorum Latinorum | (Berlin 1927 ff) |
| CMS                      | Corpus der minoischen und mykenischen Siegel                                                                                          | Corpus der minoischen und mykenischen Siegel                                                                                          | Friedrich Matz (Berlin 1964ff.)                                                                                          |
| cn.                      | Canon(es) | Canon(es) | |
| CN                       | Codex Neofiti | Codex Neofiti | A. Díez-Macho (Hg.): Neophyti 1. Targum Palaestinense. 5 Bde., Madrid u. Barcelona 1968–1978                             |
| Cod.                     | Codex | Codex | |
| Cod. Greg.               | Codex Gregorianus | Codex Gregorianus | |
| Cod. Herm.               | Codex Hermogenianus | Codex Hermogenianus | |
| Cod. Iust.               | Corpus Iuris Civilis, Codex Iustinianus                                                                                               | Corpus Iuris Civilis, Codex Iustinianus                                                                                               | |
| Cod. Par. graec.         | Codex Parisinus graecus | Codex Parisinus graecus | Sammlung griechischer Codices der Bibliothèque nationale de France                                                       |
| COd. Par. lat.           | Codex Parisinus latinus | Codex Parisinus latinus | Sammlung lateinischer Codices der Bibliothèque nationale de France                                                       |
| Cod. Theod.              | Codex Theodosianus | Codex Theodosianus | |
| Codd.                    | Codices (Plural von Codex) | Codices (Plural von Codex) | |
| Col.                     | Brief des Paulus an die Kolosser (Pauli epistula ad Colossenses)                                                                      | Brief des Paulus an die Kolosser (Pauli epistula ad Colossenses)                                                                      | |
| coll.                    | Mosaicarum et Romanarum legum collatio                                                                                                | Mosaicarum et Romanarum legum collatio                                                                                                | |
| Coll. Avell.             | Collectio Avellana | Collectio Avellana | Otto Günther, CSEL 35. Wien u. a. 1895–1898                                                                              |
| Coll. Latom.             | Collection Latomus | Collection Latomus | |
| Colum. (Col.)            | Lucius Iunius Moderatus Columella | Lucius Iunius Moderatus Columella | |
|                          | | de re rustica | Über den Landbau |
|                          | arb. | de arboribus | Über Bäume |
| CoMIK                    | Corpus of Mycenaean Inscriptions from Knossos                                                                                         | Corpus of Mycenaean Inscriptions from Knossos                                                                                         | John Chadwick et al. (Cambridge 1986–1998)                                                                               |
| Comm.                    | Commodianus | Commodianus | |
|                          | apol. | carmen apologeticum | |
|                          | instr. | instructiones per litteras versuum primas                                                                                             | |
| Conc.                    | Concilium (Konzil) | Concilium (Konzil) | |
| cons.                    | Consultatio veteris cuiusdam iurisconsulti                                                                                            | Consultatio veteris cuiusdam iurisconsulti                                                                                            | |
| Cons. ad Liv.            | Consolatio ad Liviam | Consolatio ad Liviam | |
| Consent.                 | Publius Consentius | Publius Consentius | |
| Const. apost.            | Apostolische Konstitutionen (Constitutiones apostolicae)                                                                              | Apostolische Konstitutionen (Constitutiones apostolicae)                                                                              | |
| Const. Sirmond.          | Constitutio Sirmondiana | Constitutio Sirmondiana | |
| Cor. (Coripp.)           | Flavius Cresconius Corippus (frühere Schreibweise)                                                                                    | Flavius Cresconius Corippus (frühere Schreibweise)                                                                                    | |
| Cor 1                    | 1. Brief des Paulus an die Korinther (Epistula ad Corinthios I)                                                                       | 1. Brief des Paulus an die Korinther (Epistula ad Corinthios I)                                                                       | |
| Cor 2                    | 2. Brief des Paulus an die Korinther (Epistula ad Corinthios II)                                                                      | 2. Brief des Paulus an die Korinther (Epistula ad Corinthios II)                                                                      | |
| Corn. Nep.               | Cornelius Nepos | Cornelius Nepos | |
| Cornif. rhet.            | Cornificius Longus (Cornificius rhetor ist eigentlich Quintus Cornificius, dem das etymologische Werk fälschlich zugeschrieben wurde) | Cornificius Longus (Cornificius rhetor ist eigentlich Quintus Cornificius, dem das etymologische Werk fälschlich zugeschrieben wurde) | |
|                          | | de etymis deorum | |
| Cornut.                  | Lucius Annaeus Cornutus | Lucius Annaeus Cornutus | |
|                          | nat. | de natura deorum | Über das Wesen der Götter                                                                                                |
|                          | Theol. Gr. | Theologiae Graecae compendium | Kompendium der griechischen Theologie                                                                                    |
| Corp. Brux. Hist. Byz.   | Corpus Bruxellense historiae Byzantinae                                                                                               | Corpus Bruxellense historiae Byzantinae                                                                                               | (Brüssel 1935ff) |
| Corp. Font. Hist. Byz.   | Corpus Fontium Historiae Byzantinae                                                                                                   | Corpus Fontium Historiae Byzantinae                                                                                                   | (Washington, DC 1967ff)                                                                                                  |
| Corp. Gloss. Lat.        | Corpus glossariorum latinorum | Corpus glossariorum latinorum | Gustav Löwe, Georg Goetz (Leipzig 1876ff)                                                                                |
| Corp. Herm.              | Corpus Hermeticum | Corpus Hermeticum | Arthur Darby Nock, André-Jean Festugière (Paris 1954/60)                                                                 |
| Corp. Hippiatr. Gr.      | Corpus Hippiatricorum Graecorum | Corpus Hippiatricorum Graecorum | Eugen Oder, Karl Hoppe (Stuttgart 1924/27)                                                                               |
| Corp. Pap. Jud.          | Corpus Papyrorum Judaicorum (siehe CPJ)                                                                                               | Corpus Papyrorum Judaicorum (siehe CPJ)                                                                                               | |
| Corp. Scr. Hist. Byz.    | Corpus Scriptorum Historiae Byzantinae                                                                                                | Corpus Scriptorum Historiae Byzantinae                                                                                                | Barthold Georg Niebuhr (Bonn 1828/97)                                                                                    |
| CPG                      | Corpus paroemiographorum Graecorum | Corpus paroemiographorum Graecorum | Ernst von Leutsch, Friedrich Wilhelm Schneidewin (Göttingen 1839–1851, Neudruck 1958, Suppl. 1961)                       |
| CPJ                      | Corpus Papyrorum Judaicorum | Corpus Papyrorum Judaicorum | V. A. Tscherikover, Alexander Fuks (Cambridge, Mass. 1957/64)                                                            |
| CPL                      | Corpus poetarum Latinorum | Corpus poetarum Latinorum | J. P. Postgate (London 1894–1905)                                                                                        |
| Cpol.                    | aus/von Konstantinopel (Constantinopolitanus)                                                                                         | aus/von Konstantinopel (Constantinopolitanus)                                                                                         | |
| CRRO                     | Coinage of the Roman Republic Online                                                                                                  | Coinage of the Roman Republic Online                                                                                                  | |
| CSCO                     | Corpus scriptorum Christianorum orientalium                                                                                           | Corpus scriptorum Christianorum orientalium                                                                                           | (Louvain 1903ff) |
| CSE                      | Corpus Speculorum Etruscorum | Corpus Speculorum Etruscorum | (Rom 1981ff) |
| CSEL                     | Corpus Scriptorum Ecclesiasticorum Latinorum                                                                                          | Corpus Scriptorum Ecclesiasticorum Latinorum                                                                                          | (Wien 1867 ff) |
| CSHB                     | Corpus Scriptorum Historiae Byzantinae                                                                                                | Corpus Scriptorum Historiae Byzantinae                                                                                                | (Bonn 1828–1897) |
| CSIR                     | Corpus Signorum Imperii Romani | Corpus Signorum Imperii Romani | (1973ff) |
| CT                       | Codex Tchacos | Codex Tchacos | |
| Curios. urb.             | Curiosum urbis Romae regionum XIV cum breviariis suis                                                                                 | Curiosum urbis Romae regionum XIV cum breviariis suis                                                                                 | |
| Curt.                    | Curtius Rufus | Curtius Rufus | |
|                          | | historiae Alexandri Magni | Geschichte Alexanders des Großen                                                                                         |
| CVA                      | Corpus Vasorum Antiquorum | Corpus Vasorum Antiquorum | Edmond Pottier et al. (Paris 1923ff.)                                                                                    |
| Cypr.                    | Cyprian von Karthago | Cyprian von Karthago | |
|                          | aleat. | de aleatoribus | Über das Würfelspiel |
|                          | adv. Iud. | adversus Iudaeos | Gegen die Juden |
|                          | cena Cypr. | cena Cypriani | Gastmahl des Cyprian |
|                          | Demetr. | ad Demetrianum | An Demetrius |
|                          | Domin. orat. | de dominica oratione | Über das Vaterunser |
|                          | Donat. | ad Donatum | An Donatus |
|                          | eleem. | de opere et eleemosynis | Über Werke (der Barmherzigkeit) und Almosen                                                                              |
|                          | epist. | epistulae | Briefe |
|                          | exhort. paen. | exhortatio de paenientia | Mahnung zur Buße |
|                          | Fort. | ad Fortunatum de exhortatione martyrii                                                                                                | An Fortunatus über das Martyrium                                                                                         |
|                          | hab. virg. | de habitu virginum | Über die Kleidung der Jungfrauen                                                                                         |
|                          | idol. | quod idola dii non sint | |
|                          | Iud. incred. | ad Vigilium de Iudaica incredulitate                                                                                                  | An Vigilius, über den Unglauben der Juden                                                                                |
|                          | laps. | de lapsis | Über die Gefallenen |
|                          | laud. mart. | de laude martyrii | Über den Ruhm des Martyriums                                                                                             |
|                          | mont. | de montibus Sina et Sion | Über die Berge Sinai und Zion                                                                                            |
|                          | mort. | de mortalitate | Über die Sterblichkeit                                                                                                   |
|                          | Novat. | ad Novatianum | An Novatianus |
|                          | pasch. | de Pascha computus | Über die Berechnung des Osterfestes                                                                                      |
|                          | patient. | de bono patientia | Über den Nutzen der Geduld                                                                                               |
|                          | rebapt. | de rebaptismate | Über die Wiederholung der Taufe                                                                                          |
|                          | testim. | ad Quirinum, testimoniorum libri tres                                                                                                 | An Quirinus, drei Bücher Schriftbeweise                                                                                  |
|                          | unit. eccl. | de ecclesiae catholicae unitate | Über die Einheit der katholischen Kirche                                                                                 |
|                          | zel. | de zelo et livore | Über Eifersucht und Neid                                                                                                 |
| Cyranid.                 | Kyraniden | Kyraniden | Mely-Ruelle: Les lapidaires de l'antiquité 2 (Paris 1898)                                                                |

| Legende zu den Farben der Autoreneinträge | Legende zu den Farben der Autoreneinträge | Legende zu den Farben der Autoreneinträge | Legende zu den Farben der Autoreneinträge                                                      |
| ----------------------------------------- | ----------------------------------------- | ----------------------------------------- | ---------------------------------------------------------------------------------------------- |
|                                           | Autor                                     | Autor                                     | Autorenabkürzung                                                                               |
| SW                                        | Sammelwerk                                | Sammelwerk                                | Sammlung oder Sammelwerk (sowohl moderne als auch antike)                                      |
| AN                                        | Anonym                                    | Anonym                                    | Schrift eines einzelnen, unbekannten Autors                                                    |
| BS                                        | Biblische Schrift                         | Biblische Schrift                         | Schrift des AT oder NT (auch Apokryphen)                                                       |
| RS                                        | Rabbinische Schrift                       | Rabbinische Schrift                       | Mischna, Talmud und sonstige hebräische, nichtbiblische Schrift                                |
| X                                         | Sonstiges                                 | Sonstiges                                 | Abkürzung von Lexikon, Referenz- oder Nachschlagewerk, Schriftreihe etc.; allgemeine Abkürzung |